# Xièzhì
Le xièzhì (獬豸, 獬廌), parfois connu sous le nom de shényáng (神羊, « brebie divine »), est une créature mythique d'origine chinoise que l'on peut retrouver dans les différents pays d’Asie de l’Est ; en Corée, il est désigné sous le nom de haetae (해태) ou haechi (해치) et au Japon sous le nom de kaitchi (獬豸; 怪獅) ou shinyō (神羊). Ce monstre unicorne, à mi-chemin entre un félin et un ovin, serait doté d’un sens inné de la justice, dévorant les coupables et épargnants les innocents.

## Généralités
Le xièzhi est un animal très souvent associé au lion et à la licorne dans les différentes interprétations occidentales. C’est une créature avec une apparence physique plurielle : il a un corps imposant et musclé, évoquant celui du bœuf, dont la surface est tantôt couvertes de poils, tantôt couvertes d’écailles. Il possède des pattes aux ongles saillants, tantôt des griffes, mais parfois des sabots. Une abondante toison, généralement d’une allure laineuse, marque le tour de sa tête, de ses pattes et sa queue, évoquant la figure du lion, dans l’art asiatique. Sa tête, a un museau plus ou moins long selon les sources. Des yeux généralement exorbités, de longues moustaches, évoquant le qilin ou du dragon chinois. Sa bouche peut être garnie de crocs saillants ou non, selon les versions. Mais ce qui caractérise le plus le xièzhì, est la présence d’une corne unique sur le sommet du crâne, variant en taille et étant plus ou moins rabattue par l’arrière de la tête, pouvant avec une petite excroissance supplémentaire évoquant un unique bois de cerf, selon les versions.
Le xièzhi, est doté d’une grande intelligence et d’une sagesse, a la capacité à comprendre le langage des hommes, mais surtout, possède la capacité de distinguer le bien du mal fondamental, lui donnant, un sens inné de la justice. C’est pourquoi, les différents hommes de loi, jugeaient de son expertise, le destin de ceux dont il était difficile d’émettre un jugement. Il épargnait les innocents, mais ceux dont il avait découvert le mal ou la tromperie, subiraient une sentence implacable et finissaient empalés au bout de la corne, avant de finir déchiquetés pour mieux être dévorés.

## Origine

### Étymologie

Illustration d’un xièzhì dans l’encyclopédie Impériale.

Le nom le plus utilisé pour désigner la créature xièzhì est constituée des caractères 獬 ; xiè et 豸; zhì ou 廌; zhì.
Le premier, 獬 ; xiè, se compose de la clé de l’animal à gauche, ainsi que du caractère 解; xiè signifiant « comprendre ; résoudre ». La première apparition de ce caractère pourrait remonter à la fin de la période des Han, où l’animal était désigné par 解豸 (gɛʔ-ḍɛʔ ; gè-dè) et 解廌 (gɛʔ-ḍɛʔ ; gè-dè). Le caractère 解; xiè, était sans doute mal lu ou mal compris par différents lecteurs de l’époque, notamment dans des documents comme le Zuo Zhuan dans son chapitre « La dix-septièmes année du duc Xuan », aurait fini par devenir une pré-syllabe dans le nom de l'animal, créant alors le caractère 獬. La présence du caractère 解 dans ce nouveau caractère pourrait être à l'origine de la croyance que cet animal pouvait distinguer le vrai du faux, le bien du mal, d’autant que les clés du caractère, à savoir la corne et l’épée concordent avec les facultés de l’animal à dissocier le bien et le mal et à exécuter les condamnés de sa corne.
Les caractères 豸 et 廌 ; zhi, sont attestés dès les os oraculaires de la période Shang. À cette période de l’histoire, ces caractères faisaient alors référence à de vrais animaux, de petits cerfs qui étaient chassés par les rois Shang, mais dont l'identité est presque oubliée. La prononciation du caractère 廌 ; zhi, aurait en particulier, une une origine austroasiatique, provenant de l’ancien chinois dreʔ, issus d’un ancien nom birman drāy (ဒရယ် ; da.rai) et au stieng (draːi ;) désignant le cerf des marais (Rucervus duvaucelii ) puis du khmer ancien drāy (ទ្រាយ, triəy) dont l'ancêtre proto-mon-khmer a été reconstitué par draaj, désignant les cervidés en général,.
D’autres linguistes pensent que le caractère 廌 ; zhì, était utilisé pour désigner un animal à cornes, ressemblant à une chèvre, comme une espèce d’antilope, ou même d’autres animaux, comme le rhinocéros. Une étymologie, semblable à celle du quilin qui, dans certains documents, est également capable de distinguer le bien du mal.
D’une manière générale, les caractères 豸 et 廌 sont considérés par les linguistes, comme des variantes l’un de l’autre, tant ils sont confondus et exclusifs à des animaux folkloriques du genre.
En effet, le Shuowen Jiezi décrit la clé 豸 comme celle un prédateur embusqué, et non pas comme un ongulé à une corne ressemblant à un bœuf.

## Histoire

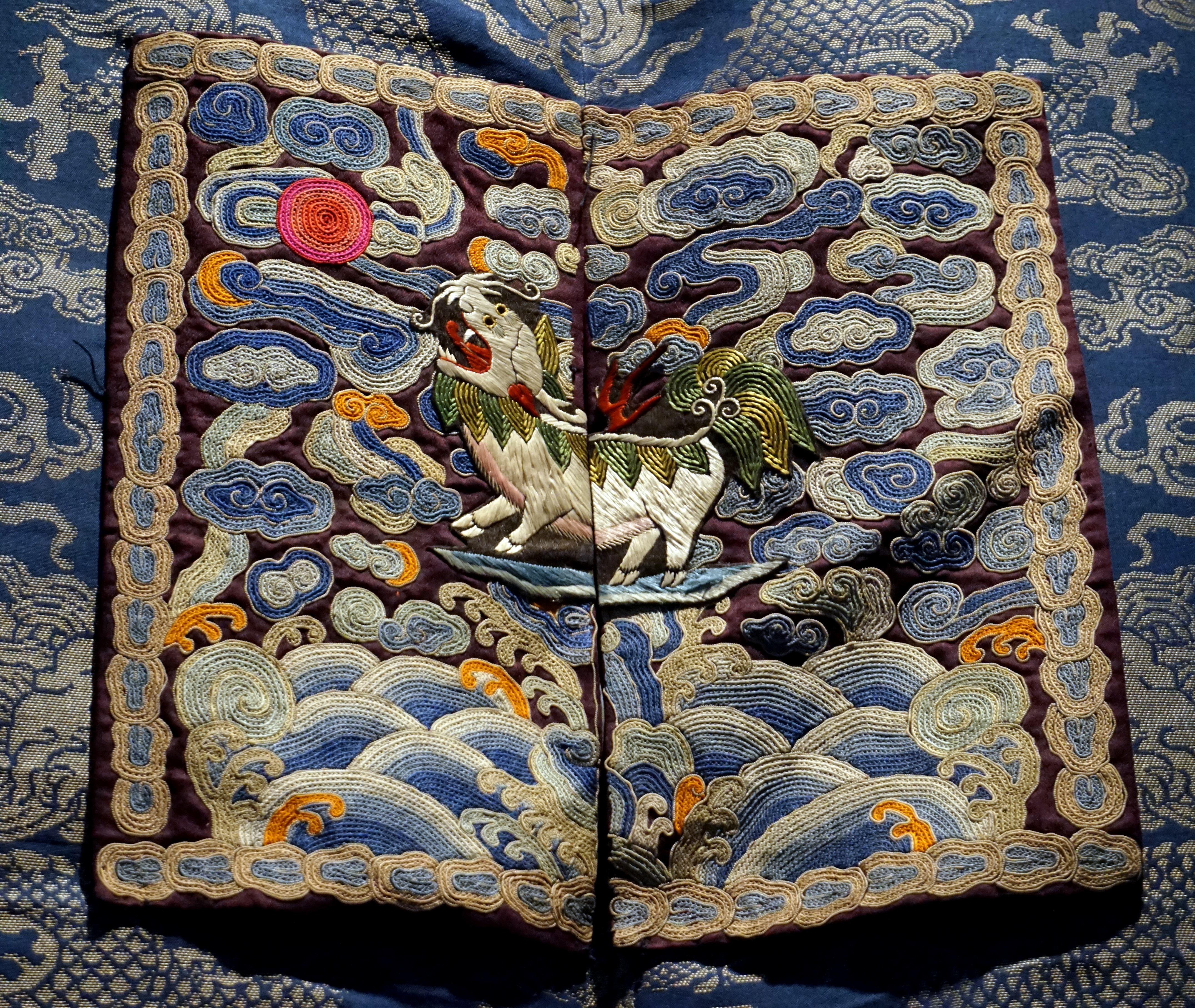
Figure du xiezhì brodé sur un écusson de la robe en python de l'empereur de la dynastie Qing Xu Dingchao.

Les premières sources supposées de l’origine du xiezhi pourraient contenir des éléments tout à fait vraisemblables. Selon le Lunheng, rédigé en 80 après J.-C, le xièzhì était en fait un mouton ou une chèvre détenue par un certain Gao Yao, le ministre de la justice de l’empereur légendaire Shun,,.
Dans le cadre d’affaire criminelle, le ministre ordonnait à son animal de charger les accusés, si celui-ci se décidait à attaquer, ils étaient alors déclarés coupable, au cas contraire où il se décidait à ne rien faire, les accusés étaient déclarés innocents.
Dans le même ouvrage, la légende est précédée de la remarque que les bureaux publics sont décorés à l’images de la bête du ministre. En tant que symbole du droit traditionnel chinois, la figure du xièzhì a été promue par les dynasties chinoises. Un artefact, porté par les censeurs couronne, était désigné sous le nom de fǎ guān (法冠 ; « couronne de la justice »), portaient également le nom de l’animal.
Cette couronne a été portée jusqu'au VIIIe siècle pendant la période Tang, notamment lors des procès en destitution. Certains récits racontaient que pendant la période des Printemps et Automnes et la période des Royaumes combattants, le roi Wen de Chu aurait obtenu un xièzhì et aurait placé la fameuse couronne de la justice sur sa tête, faisant da la fǎ guān, une mode dans l'État de Chu au cours de cette période.
Les responsables de l'application de la loi de la dynastie Qin portaient également de telles couronnes, tout comme la dynastie Han, qui a hérité du système Qin. À l'époque des Han orientaux, la figure de l’animal est devenue un incontournable dans le Xie Men.
Le xiezhi réapparaît dans la littérature chinoise dès la dynastie Han. Dans la "Rhapsodie sur le parc impérial" (上林賦), Sima Xiangru mentionne le xiezhi comme l'un des gibiers lors de la chasse de fin d'année organisée par le Fils du Ciel,,.
Dans son traité Yiwu Zhi, le lettré Yáng Fú (杨孚) décrit lé créature comme suit :  "Une bête vertueuse, qui charge la partie injuste lorsqu'elle assiste à une bagarre, et mord la partie injuste lorsqu'elle entend une dispute".
Il est décrit dans le Shuowen Jiezi comme étant "une bête ressemblant à celle que l’on trouve dans du bétail avec une corne ; dans les temps anciens. Il a réglé les différends en encornant la partie en faute".

## Lexièzhìdans les différentes aires culturelles

### Au Viêt Nam
Au Viêt Nam, la figure du xièzhi, reste relativement conforme aux hypothèses des linguistes, concernant l’origine du nom de l’animal. Dans la mythologie vietnamienne, le xièzhi, alors désigné sous le nom de giải trãi, était décrit comme un cerf à une corne, dont les facultés et l’utilisation étaient tout à fait comparables à celles du xièzhi chinois.
Dans la littérature vietnamienne, apparaît dans le "Nam ngữ chính tả tự vị", où l’animal est doté d'une nature juste et capable de repousser les forces maléfiques. Par la suite, à l'époque des dynasties Trần et Nguyễn au Vietnam, la créature a été utilisée en tant que figure emblêmatique de la justice, de la même manière qu’en chine, par le bureau des historiographes, désignés sous le nom de ngự sử. Un conseil chargé de noter, archiver et répertorier l’ensemble des événements importants et les affaires judiciaires.
Sous le règne du roi Lê Dụ Tông, un décret a exigé que les fonctionnaires impliqués dans l'application de la loi portent des vêtements brodés avec l'image du giải trãi. Les chapeaux portés par ces fonctionnaires étaient également appelés mũ Giải Trãi.
Bien que l’animal était décrit comme un « cerf à une corne », une statue d'or datant de la dynastie Nguyễn, représentant le giải trãi, a été retrouvée et fut mise aux enchères à Paris en 2010. Cette statue présentait un animal ressemblant à une chèvre ou à un cerf, avec des pattes griffues, une queue semblable à celle d'un bœuf et une crinière sur le dos. Ce qui en fait une créature hybride, comparable aux figures présentes en Chine, mais avec une forme ovine bien plus marquée que dans les autres régions où la créature s’est implantée.

### Au Japon
Au Japon, la figure de l’animal est présente dans de nombreuses encyclopédies chinoises importées sur l'archipel où il est désigné sous le nom de kaichi. Il apparaît notamment dans différentes éditions du wakan sansai zue aux côtés d’autres créatures mythologiques, comme le lion, le qilin, le phénix ou encore le bai ze. Dans les encyclopédies les plus récentes de l'époque d'Edo, son nom est également écrit avec les caractères 怪獅, pouvant se traduire « lion merveilleux » : il y est décrit comme ressemblant à cet animal. Son influence reste relativement limitée au sein du folklore japonais, par rapport à la figure du qilin ou du phénix, restant avant tout associé à un animal provenant d’une contrée lointaine.

### En Corée

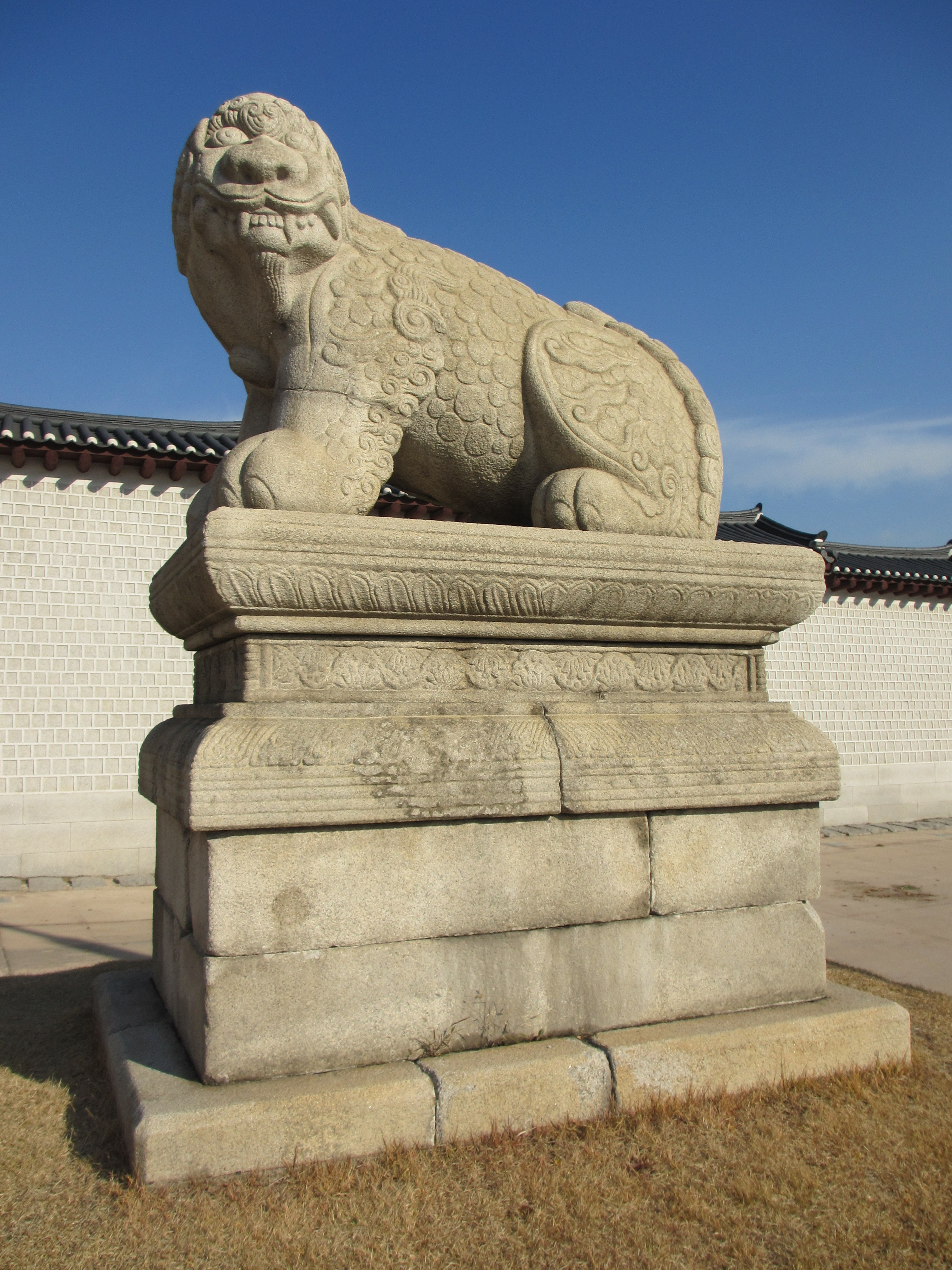
Haetae au Palais de Gyeongbokgung en Corée du Sud.

Par rapport aux autres contrées où le xièzhì s’est implanté, sa forme a complètement changée, troquant ses caractéristiques ovines par un aspect complètement léonin, évoquant les figures des lions gardiens en Chine. Si certains conservent la corne caractéristique,, elle n’est pas généralisée dans les différentes représentations.
Le haetae, ne conserve alors sa parenté avec le xièzhì, que son étymologie et les hanja qui composent son nom, ainsi que sa capacité à distinguer le bien et le mal,.
Tout comme en Chine ou au Viêt Nam, le haetae était gravé sur les vêtements des hauts fonctionnaires chargés de surveiller les gestionnaires et d’appliquer la loi.
Durant la période Joseon, les sculptures de haetae avaient pour mission de protéger la capitale Hanyang (aujourd’hui Séoul) contre les catastrophes naturelles et le feu,, dont elles se nourrissaient. Selon la géomancie, bien que Séoul soit un emplacement idéal pour être la capitale, elle reste vulnérable au feu. En particulier, le mont Gwanak est réputée pour son énergie liée au feu, tandis que le mont Bukhan, située derrière le palais Gyeongbokgung, est plus basse que le mont Gwanak, rendant difficile la protection contre cette énergie. Ainsi, les statues de haetae ont été érigées devant le palais Gyeongbokgung dans le but de contenir cette énergie et de préserver la justice.

## Dans la période contemporaine

### Utilisations comme emblèmes
Actuellement, à Taiwan, il est adopté comme brassard de la police militaire de la République de Chine.
En Corée, les statues de haetae vont généralement par couple : un mâle et une femelle (un petit est parfois sculpté sur le dos ou entre les pattes de la femelle). On les trouve à l'entrée de palais ou d'autres monuments et bâtiments, comme l'Assemblée nationale. En particulier ceux qui gardent le palais Gyeongbokgung sont un symbole national. On les trouve aussi avec d'autres animaux fabuleux dans l'enceinte des palais, sur les escaliers et les balustrades.
La municipalité de Séoul utilise officiellement le haetae, sous le nom de haechi, comme symbole depuis 2008.
En Corée, il est populaire, par exemple comme le fait d'être utilisé comme nom d'entreprise pour une entreprise de confiserie. En outre, la ville spéciale de Séoul a le symbole de deuxième génération de "Hechi" qui est à l'origine du mot Haete.

### Hommage en paléontologie
En 2022, une espèce d'artiodactyle girafoïde préhistorique du début de la Chine du Miocène, Discokeryx xiezhi, a été nommée d'après le xièzhì en référence à une seule plaque osseuse sur le dessus de son crâne qui ressemblait à la corne de la créature mythique.

### Dans la culture populaire
- Dans le jeu vidéo Genshin Impact, le personnage de Yanfei, conseillère juridique au port de liyue, dont la constellation Bestia Iustitia, est associée à un animal ongulé à corne, qui pourrait évoquer le xièzhì.
- Dans la franchise cross-média Pokémon, un quatuor de pokémon légendaires, dont la charadeseign rappellent la chèvre, le bœuf, le cerf et le cheval, sont désigné sous le nom de « lame de la justice » et utilisent une corne en guise de lame pour protéger les pokémon innocents contre les mauvais être humains détruisants leur forêt. Des traits caractéristiques, évoquant le xièzhì.